# 乔斯
9°55′N 8°54′E / 9.917°N 8.900°E

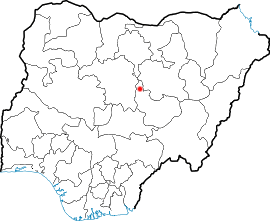
喬斯位置圖

喬斯（Jos），是西非國家奈及利亞中央区域高原州的首府。它位于9°56′0″N 8°53′00″E / 9.93333°N 8.88333°E。1903年建立。2001年，它开始成为穆斯林和基督徒冲突的焦点。2006年时普查人口為873,943人。